# Krušinec
Krušinec es un municipio del distrito de Stropkov en la región de Prešov, Eslovaquia, con una población estimada a final del año 2024 de 235 habitantes.
Se encuentra ubicado al noreste de la región, cerca del río Ondava (cuenca hidrográfica del río Tisza) y de la frontera con  Polonia.

## Demografía
| Año        | 1994 | 2004     | 2014    | 2024    |
| ---------- | ---- | -------- | ------- | ------- |
| Población  | 212  | 254      | 258     | 235     |
| Diferencia |      | +19,81 % | +1,57 % | −8,91 % |

| Año        | 2023 | 2024    |
| ---------- | ---- | ------- |
| Población  | 233  | 235     |
| Diferencia |      | +0,85 % |